# Hi Records
Hi Records — американський лейбл звукозапису, заснований 1957 року.
Лейбл звукозапису Hi Records (де HI означало «Hit Instrumentals» або «House of Instrumentals») було засновано 1957 року в Мемфісі за ініціативи рокабілі-музиканта Рея Гарріса. Одними з перших хітів Hi Records стали інструментальні композиції гурту Bill Black's Combo американського контрабасиста Білла Блека, такі як «Smokey, Part 2», «Josephine», «White Silver Sands» або «Don't Be Cruel».
В 1960-ті роки увагу лейбла було прикуто до соул-виконавців, одним з яких був Віллі Мітчелл. Починаючи з 1963 року Мітчелл видав на Hi Records декілька популярних альбомів, серед яких Hold It!!! та The Many Moods of Willie Mitchell. 1970 року Мітчелл викупив лейбл і став видавати там альбоми, які сам же і продюсував, зокрема декілька платівок Ела Гріна, опублікованих з 1971 по 1975 роки. Серед інших провідних артистів Hi Records — співачка Енн Піблс, яка випустила на лейблі сім альбомів, що разом з роботами Ела Гріна вважаються взірцем «звучання Мемфіса» або «мемфіського соулу».
1977 року Hi Records разом із Stax Records були продані підприємцю Елу Беннетту, який створив замість них новий лейбл звукозапису Cream Records.